# Стефан II Черноевич
Стефан II Черноевич (1469—1499) — последний господарь Зеты (1496—1499), второй сын Ивана Черноевича (ум. 1490), правителя Зеты (1465—1490), и Гоиславы Арианити, дочери крупного албанского феодала Георгия Арианити.

## Биография
В 1490—1496 годах правителем княжества Зета был Георгий IV Черноевич, старший брат Стефана, который вел активную переписку с другими христианскими государствами с целью создания антиосманской коалиции. Стефан предал брата и сообщил о его действиях туркам-османам. Георгий Черноевич согласился признать вассальную зависимость от Порты, если султан признает его правителем Зеты. Османский санджакбей Фериз-бей потребовал от Георгия Черноевича прибыть к нему в Шкодер (Скутари) или бежать из Зеты.
В 1496 году большая османская армия под командованием Фериз-бея оккупировала княжество Зету. Георгий Черноевич вынужден был бежать в венецианские владения. Его младший брат Стефан остался на родине, рассчитывая на покровительство со стороны турок, но они только использовали его, чтобы получить контроль над Зетой. Захватив Зету, турки-османы позволили Стефану Черноевичу остаться хозяином фамильных владений. Однако он правил только номинально, турки собирали налоги с местного населения.
В 1497 году османский военачальник Фериз-бей занял область Грбаль и подчинил ей непосредственно османской администрации, хотя формально она находилась в составе Зеты. В 1499 году Фериз-бей официально присоединил княжество Зета к своему санджаку Шкодер. Князь Стефан Черноевич перестал устраивать османов как правитель. Фериз-бей стал подозревать князя Стефана в тайных контактах с Венецианской республикой. По приказу Фериз-бея князь Стефан Черноевич прибыл в Шкодер, где он был заключен в тюрьму. Стефан, вероятно, скончался в турецком заключении, так как он больше не упоминается в исторических источниках.
По мнению некоторых авторов, после того, как его брат бежал из Зеты, Стефан служил только в османской коннице (Сипахи), в 1499 году он отправился в Хиландар и стал монахом, приняв монашеское имя Марко.